# بیولا کو
بیولا کو (با نام خانوادگی قبلی اونگ ) (۱۷ آوریل ۱۹۲۳ - ۲۳ اکتبر ۲۰۰۲) بازیگر و فعال آمریکایی متولد استاکتون، کالیفرنیا بود. املای نام خانوادگی او از کو به کو تغییر کرد زیرا دائماً از او پرسیده می‌شد که آیا KWOH یک ایستگاه رادیویی است یا خیر.  او از اواسط دهه ۱۹۵۰ در بسیاری از فیلم‌ها و سریال‌های تلویزیونی بازی کرد و بیشتر به خاطر حضورش در فیلم‌های بیمارستان عمومی (۱۹۶۳)، محله چینی‌ها (۱۹۷۴) و کاخ بروک‌داون (۱۹۹۹) شناخته می‌شد.  او همچنین طرفدار نقش‌های سینمایی بیشتر و بهتر برای بازیگران آسیایی بود و چندین سازمان را در راستای این هدف تأسیس کرد.

## زندگی
بیولا کوو با نام بیولا اونگ در استاکتون، کالیفرنیا، به عنوان تنها فرزند دو مهاجر چینی متولد شد.  او مدرک لیسانس خود را در رشته رفاه اجتماعی از دانشگاه برکلی و مدرک کارشناسی ارشد خود را از دانشگاه شیکاگو دریافت کرد. کوو در حین تحصیل در مقطع کارشناسی ارشد، با همسرش، ادوین کوو، که در آن زمان دانشجوی دکترای چینی در دانشگاه کلمبیا بود، آشنا شد.  او همچنین پایان‌نامه کارشناسی ارشد خود را با عنوان «وضعیت شغلی فارغ‌التحصیلان مرد چینی متولد آمریکا» در مجله جامعه‌شناسی آمریکا منتشر کرد. 

## مرگ
در ۲۳ اکتبر ۲۰۰۲، بیولا کوو در سن ۷۹ سالگی در حین عمل جراحی قلب اورژانسی در لا مسا، کالیفرنیا، بر اثر نارسایی قلبی درگذشت.